# Waxaklajuun Ub’aah K’awiil

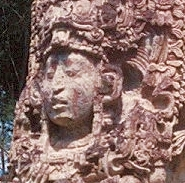
Waxaklajuun Ub’aah K’awiil, Detail Stele H, Copán

Waxaklajuun Ub’aah K’awiil, auch bekannt als 18 Kaninchen (* ca. 675 in Copán; † 3. Mai 738 in Quiriguá), war der 13. und gleichzeitig bedeutendste Herrscher des Maya-Stadtstaates Copán. Er ist nicht zu verwechseln mit dem gleichnamigen letzten bekannten Herrscher Naranjos (um 814).
Seine Inthronisation erfolgte am 9. Juli 695.
Unter seiner Herrschaft stieg die Bautätigkeit in Copán sprunghaft an, der plastische, für Copán typische und einzigartige Stil der Steinmetzarbeiten entfaltete sich zu seiner Blüte.
Zwischen 711 und 736 ließ 18 Kaninchen insgesamt acht Stelen errichten, die ihn zu unterschiedlichen Anlässen zeigen. So ist die Stele J, welche er bereits 702 als sein erstes Denkmal am östlichen Eingang zur Stadt errichtete, insofern ungewöhnlich, als die Hieroglyphen wie ein gewebtes Muster angeordnet sind und zum korrekten Verständnis in der richtigen Reihenfolge gelesen werden müssen. Auch Stele A ist von besonderer Bedeutung, da Copán 731 neben Palenque, Tikal und Calakmul als eines der vier Hauptzentren der Mayakultur genannt wird.

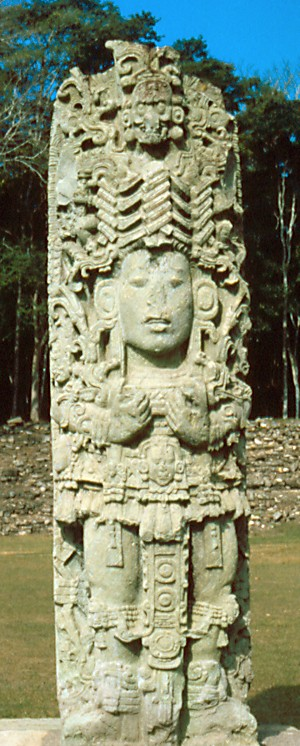
Stele A, 731 errichtet
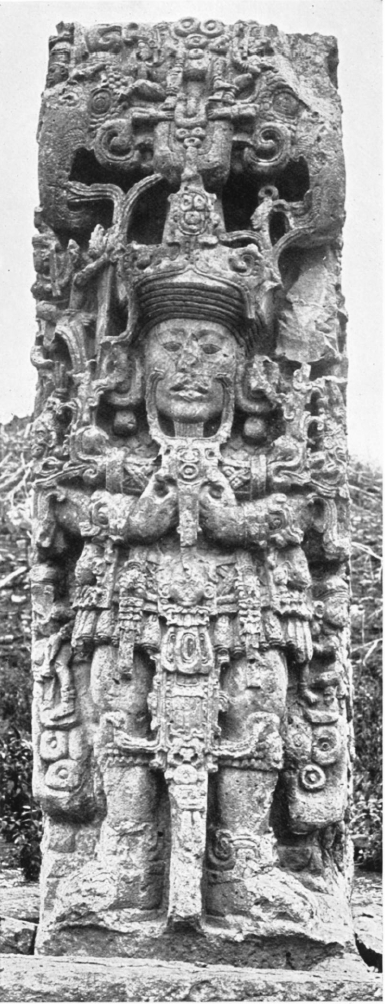
Stele B, 731 errichtet
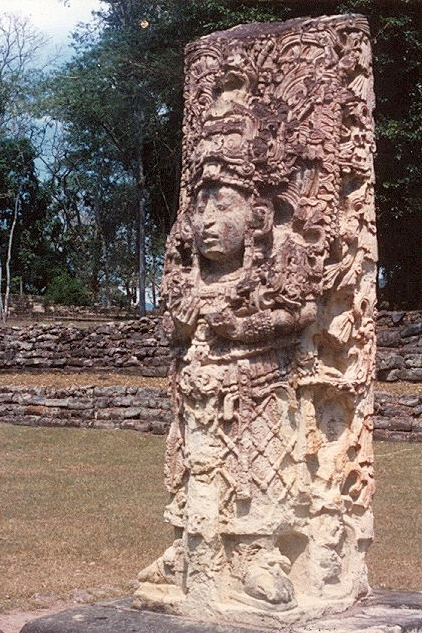
Stele H

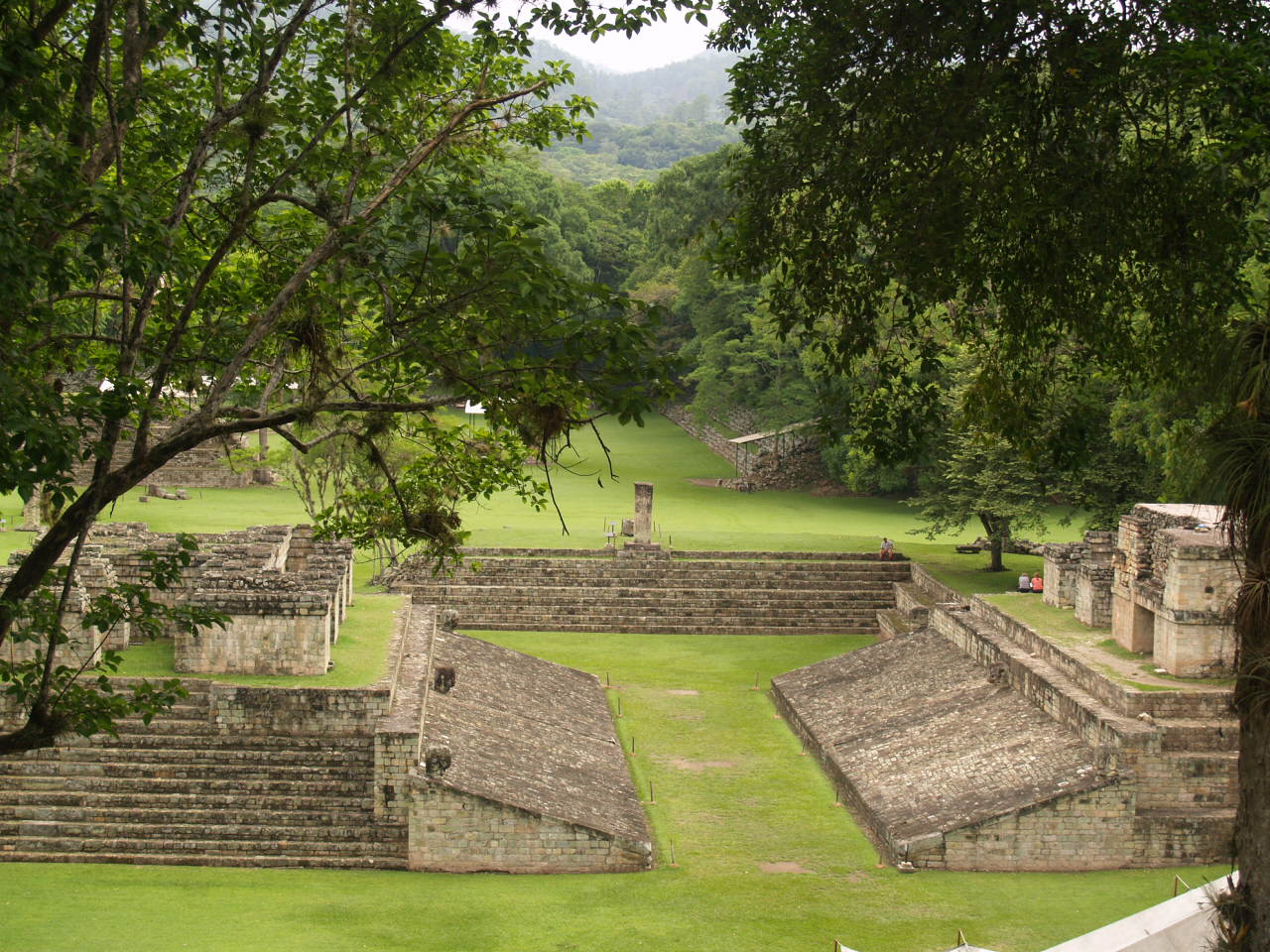
Ballspielplatz in Copán, 738 erneuert

Auch die Errichtung oder Renovierung mehrerer Gebäude fallen in seine Herrschaft. So wurde die Maya-Akropolis erneuert und der Tempel 22 errichtet, zuletzt auch der Ballspielplatz restauriert.

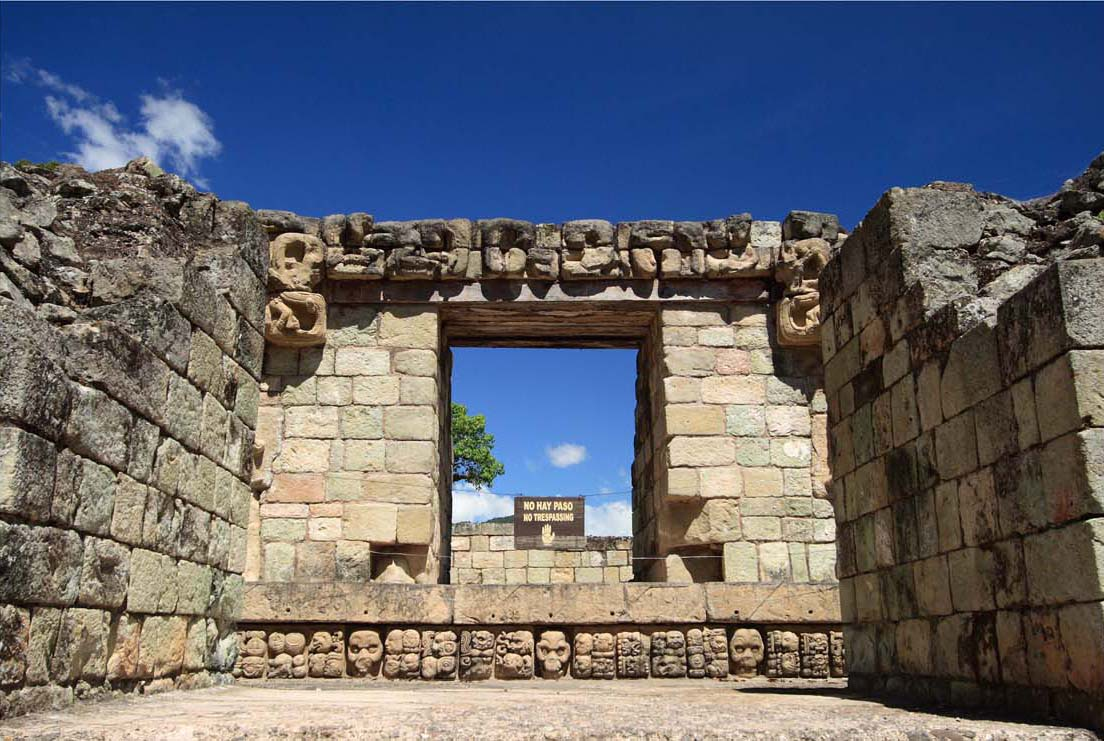
Tempel 22, 715 errichtet
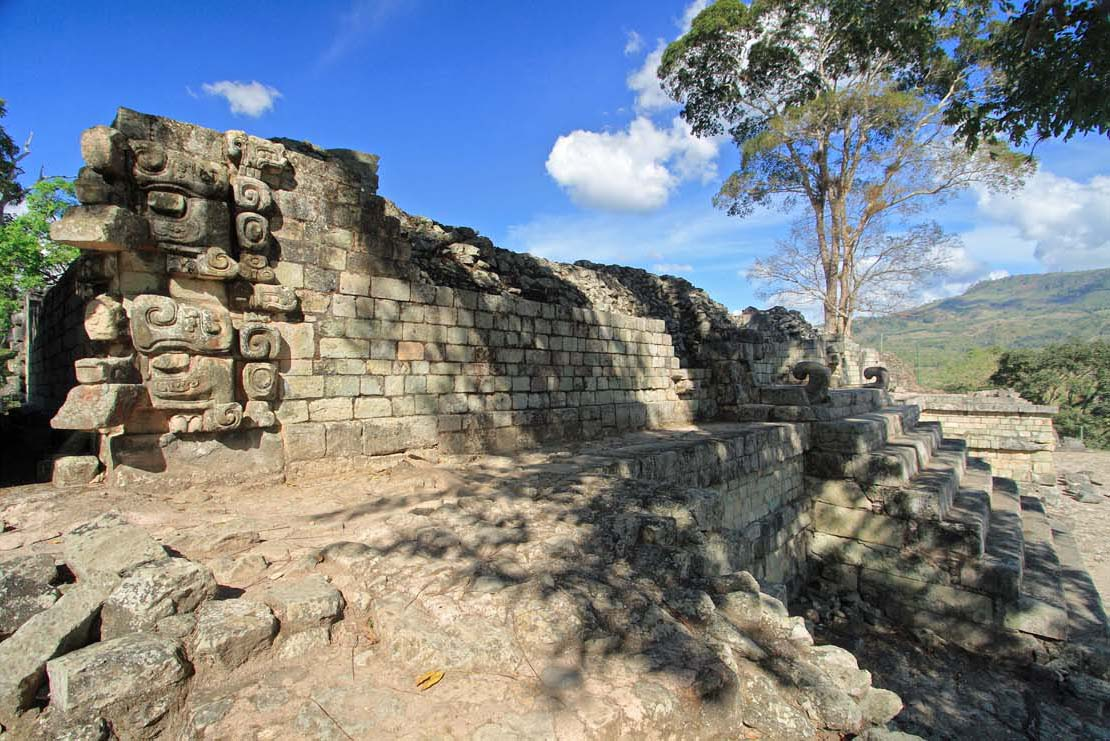
Tempel 22, 715 errichtet

Am 29. April 738 wurde er von K’ak’ Tiliw Chan Yopaat, den er selbst als Vasallen in Quiriguá 725 eingesetzt hatte, nach mehrjährigem Krieg, der auch mit dem alles bestimmenden Konflikt zwischen Tikal und Calakmul in Zusammenhang gesehen werden darf, gefangen genommen und in Quiriguá enthauptet. Mit diesem Ereignis, das in zahlreichen Inschriften in Quiriguá gefeiert wurde, begründet sich dessen Aufstieg, während Copán in eine fast 20-jährige Agonie fiel.